# Уллукимахи
Уллукимахи (дарг. Уллукимахьи) — село в Сергокалинском районе Дагестана.
Входит в состав Нижнемулебкинской сельской администрации (включает села: Нижнее Мулебки, Айнурбимахи, Бахмахи, Бурхимахи, Уллукимахи, Цурмахи и Арачанамахи).

## География
Село расположено в 31 км к юго-западу от районного центра — села Сергокала.

## Население
| 1926 | 1939 | 1970 | 1989 | 2002 | 2010 | 2021 |
| ---- | ---- | ---- | ---- | ---- | ---- | ---- |
| 109  | ↗141 | ↘109 | ↗275 | ↘260 | ↗275 | ↗282 |